# Avery Parrish
Avery Parrish (Birmingham (Alabama), 24 januari 1917 – New York, 10 december 1959) was een Amerikaanse jazzpianist en -componist van de swing.

## Biografie
Avery Parrish studeerde aan het Alabama State Teachers College, waar hij speelde in de universiteitsband, een ensemble dat destijds werd geleid door Erskine Hawkins. Tot 1941 speelde hij in andere Hawkins-bands en nam hij talloze platen met hem op. Parrish verliet de Hawkins-band in 1941 en verhuisde naar Californië. In 1942 raakte hij zo zwaar gewond in een bargevecht dat hij vanaf dat moment verlamd was en zijn muziekberoep moest opgeven. In 1979 werd Avery Parrish opgenomen in de Alabama Jazz Hall of Fame. Parrish schreef de muziek voor het nummer After Hours, dat een jazzstandard werd nadat het in 1940 was opgenomen met het orkest van Hawkins. Het nummer werd gebruikt door tal van muzikanten zoals Glenn Miller, Dizzy Gillespie, Woody Herman, Hazel Scott, Phineas Newborn, Hank Crawford, Buck Clayton en Ellis Marsalis en er was ook een gezongen versie van Aretha Franklin. Ray Bryant nam de versie op die werd gebruikt voor het National Public Radio-programma Jazz After Hours in 1972 en wordt sinds 1984 uitgezonden.

## Overlijden
Avery Parrish overleed in december 1959 op 41-jarige leeftijd.